# Villanueva del Árbol
Villanueva del Árbol es una localidad española perteneciente al municipio de Villaquilambre, en la provincia de León, comunidad autónoma de Castilla y León. Actualmente cuenta con 230 habitantes. Ubicada al margen derecho del río Torío, a unos 9 kilómetros de León en la carretera de Santander N-621. Convertido en pueblo dormitorio debido a su proximidad con la capital leonesa, aunque aún quedan algunas familias que se dedican a actividades tradicionales.
Se cree que el origen de Villanueva del Árbol se remonte a finales de la Alta Edad Media (Siglos IX-X) momento en el que se repobló la comarca. En sus inmediaciones se ubicaba el despoblado Villa Habibi cuyo lugar exacto de emplazamiento es desconocido, aunque algún autor lo sitúa en el entorno del cementerio de la localidad. 
El lugar se vincula históricamente con la Jurisdicción del Infantado de Torío (Siglo XIV) y más posteriormente, al Senorío del Obispo (hasta finales del siglo XVI)
En el siglo XVIII la iglesia parroquial de la localidad se hallaba en el lugar que ocupa actualmente el cementerio, donde aún queda en pie su torre en espadaña. La distancia y el alejamiento de la población fueron las razones determinantes que propiciaron el abandono de la vieja iglesia, convirtiendo el solar que ocupaba en el cementerio.
Encontrándose la ermita de San José en el centro urbano, y siendo más accesible a todos los vecinos, pasó a ocupar la función de templo parroquial desde entonces. 
La actual iglesia parroquial, consagrada a San Pelayo, con una sola nave y espadaña, es una construcción habitual de la zona; con muros de mampostería y tapial.